# 静岡県草薙総合運動場硬式野球場
静岡県草薙総合運動場硬式野球場（しずおかけんくさなぎそうごううんどうじょうこうしきやきゅうじょう）は、静岡県静岡市駿河区の静岡県草薙総合運動場内に所在する野球場。
一般には静岡草薙球場、あるいは単に草薙球場などといった通称で呼ばれており、メインスタンド正面のパネルにも「静岡草薙球場」の表記が用いられている。また併せて澤村 - ベーブ・ルース Memorial Stadium（さわむら - ベーブ・ルース メモリアルスタジアム）の愛称が付与されている。
施設は静岡県が所有し、東京ドーム・東急・静鉄共同事業体が指定管理者として運営管理を行っている。

## 歴史
1930年7月15日、静岡電気鉄道（現静岡鉄道）が古庄地区にあった野球場を移設して開設、1939年に静岡電鉄から静岡県に寄付された。戦後になり周辺は静岡県の手で運動公園として整備が進められた。
老朽化のため1971年9月から2年間をかけて全面改築され、1973年7月に現在の内野スタンドが完成。1999年のシーズンオフに耐震補強工事を行い、内野スタンドには「X」の字に組まれた鉄骨の梁が据え付けられている。
さらに老朽化やフィールドの狭小化などに伴って2000年代半ばから大規模改修事業に着手し、内野スタンドの改修・増築と外野スタンド及びスコアボードの全面改築、グラウンドの拡張などが行われ、2013年6月に竣工した。
2025年8月、静岡県は、新たな自主財源の確保を狙いとして、草薙総合運動場硬式野球場のネーミングライツ（命名権）の募集を始めた。
開場以来、高校野球（決勝を含む県大会メイン会場）、社会人野球などアマチュア野球公式戦が行われている他、プロ野球の春季オープン戦と公式戦が年間数試合開催されている。

## 大規模改修事業
現在の草薙球場のメインスタンドは前述の通り1973年の竣工で、2006年当時で既に築33年を越えて老朽化が著しくなっていた。それに加えフィールドは両翼91m、中堅115mと狭隘でプロ・アマチュアとも規格を満たさず、同年当時のプロ野球公式戦開催球場の中では最も中堅が狭いなど競技上の問題点も多いことから、静岡県内の政財界関係者と競技関係者により構成される静岡県野球協議会は同年春から夏にかけて「草薙球場の改築」もしくは「新しい県立球場の建設」を求める署名活動を行い、同年7月までに約15万人の署名を集め静岡県に提出した。この署名活動では施設改善と共に、室内練習場の整備など練習施設の増設、静岡県内の野球史に関する展示施設の設置なども併せて要望した。また一部では、新施設をドーム球場として建設するよう求める動きもみられた。
一方、総合運動場内の当時の運動施設率は、都市公園法で定められた施設面積（50%以下）の規定ぎりぎりの49.77%となっていた。加えて、球場と共に老朽化が進んでいた静岡県草薙総合運動場体育館（1966年竣工）の建て替え問題も絡み、建設用地の確保が大きな課題となっていた。
こうした事を受け、静岡県は2007年6月19日、総合運動場南西側に隣接していた静岡学園中学校・高等学校の校地（約2.4ha）を取得して運動場の園地を拡張する計画案を発表、同校に対し申し入れを行った。当時、静岡県は静岡市内に所在する静岡県立静岡工業高等学校と静岡県立清水工業高等学校の工業高校2校を2008年春に統合する予定で、閉校後の静岡工高の校地（約3.1ha）へ静岡学園を移転させた上で園地拡張を図る案を示した。これに呼応して静岡学園は移転先の最寄駅となる静鉄静岡清水線音羽町駅周辺の道路整備などを条件に、校地の譲渡を決定。2008年3月24日に基本協定を締結、その後手続き等を経て2009年4月に正式に校地の移転が決まった。なお、両校の統合後は静岡県立科学技術高等学校となり、静岡市葵区長沼へ移転した。
静岡県は静岡学園との話し合いが合意できる見通しとなった事などを踏まえ、2008年2月に総合運動場の再整備基本構想を発表した。構想では静岡学園の跡地を緑地公園に整備して園地を拡張し、施設の新設・拡張のための規定をクリアさせた上で、草薙球場の改修などに順次着手。老朽化した草薙体育館は耐震補強などを行った上で存続し、将来的には静岡市内もしくは静岡県中部の他地区への移転を検討することが方針づけられたが、このうち体育館に関しては2010年1月になって静岡学園跡地で建て替える方針に転換され、同年6月11日に最終方針として正式決定した。
草薙球場の大規模改修事業は2009年度から検討・設計が進められ、実際の改修は2010年度から3箇年計画で2013年夏の竣工を目標に実施されることになった。静岡県都市局公園緑地課の関係者は改修事業着手の際、全面完工の時期が同年夏の高校野球県大会に間に合うかどうかは「未定」としながらも「高校野球に限らず、利用者に最もメリットがある改修スケジュールを設定したい」としていた。まず第1期工事は2010年春に着工した。なお2010年のプロ野球は3月13日のオープン戦・楽天対ヤクルトと、3月18日の読売ジャイアンツ対中日ドラゴンズの2試合が開催された。また、草薙球場は全国高等学校野球選手権静岡大会のメイン開催球場となっているが、同年はこの改修工事のため使用せず、メイン球場は浜松球場に振り替えられた。
第1期工事では、まず事業費約10億円を投じ、内野スタンドの耐震補強を行うと共にユニバーサルデザインを重視した設備を導入した。ダッグアウトやロッカールーム、トイレなどスタンド下の諸室を改修した他、スタンド三塁側にはバリアフリー化を図るためエレベーターを新設してスタンド上段に車椅子席を設けるなど設備の充実を図った。第1期工事は2011年3月に完工。完工後の2011年春から7月中まで暫定供用を行った。この間に前述の都市公園法の規定をクリアするため静岡学園旧施設の解体・撤去を行い、運動場の園地へ編入する措置が取られた。なお暫定供用の間、プロ野球は3月のオープン戦は開催見送りとなったが、公式戦は当初予定の横浜対楽天1試合、ヤクルト対巨人1試合に加え、後述する4月のヤクルト対巨人3連戦が追加されて計5試合、アマチュアにおいても7月中旬の全国高等学校野球選手権静岡大会などの主要大会がそれぞれ開催された。
第2期工事の設計は2011年3月中に実施し、夏季の高校野球静岡大会終了後の8月に着工。この間2012年1月から3月中旬にかけて再び仮供用を行った後、改修工事の間はグラウンドの供用を完全に中止した（内野スタンド下の諸室、屋内ブルペンは工事期間中も引き続き供用）。なお、同年の高校野球静岡大会のメイン開催球場は沼津市の静岡県営愛鷹球場に振り替えられた。
この第2期工事では旧来の外野スタンド・バックスクリーン・スコアボードなどの構造物を撤去して両翼100m、中堅122mにフィールドを拡張したのをはじめ、大型映像装置を備えた全面LED方式スコアボード（三菱電機製オーロラビジョン）を設置した他、改築された外野スタンドは全席ベンチ席（座席数7,000席）とし、静岡県産の木材を原料とした圧縮木材を座席の素材に採用した。また一、三塁側から両翼ポール際にかけてのファウルエリア沿いには床面をグラウンドレベルまで掘り下げた「ウイングシート」（座席数計1,000席。建設時の仮称は「砂かぶり席」）を新設し、内外野の総座席数を約22,000席とした。正面ロビーには新たに「栄光の静岡野球コーナー」が開設され、静岡県内のアマチュア野球の歴史や県内で開催されたプロ野球、県出身プロ選手などに関する資料が展示されているほか、三塁側の展示コーナーでは1971年の旧スタンド撤去に際して残されたホームベース跡も拝観でき、いずれも無料で見学できる。これら第2期工事の事業費には約34億円を要した。
そして硬式野球場の改修は2013年6月上旬に全工程を終え竣工し、6月15日付で完工し引き渡しが行われ、6月22日の一般公開イベントから本格的に供用を再開した。この改修完工に合わせ、2年ぶりとなるプロ野球公式戦として、6月29日・6月30日のヤクルト対巨人2連戦と、8月22日のDeNA対阪神1試合の計3試合の開催日程が編成された（但し後者のDeNA対阪神は雨天中止）。6月29日の試合前にはリニューアル記念式典が執り行われ、後述の澤村榮治とベーブ・ルースの銅像の間に新設された、富士山を模った木製モニュメントの除幕式が行われた。モニュメントには改修を機に採用した愛称「澤村 - ベーブ・ルース Memorial Stadium」の表記がある。
また現在の草薙体育館が全面改築するのに合わせ、旧体育館の跡地そばには50m四方の屋内運動場が新たに整備された。同年10月に全面竣工し、11月上旬から供用開始、11月16日から一般利用を開始した。屋内練習場の整備事業には約4億円を要した。これに合わせ11月10日には12球団合同トライアウトが開催された（運営は中日が担当）。約1万人の観衆を集め、午前中の一部メニューは硬式野球場で実施されたものの、折からの雨天のため各メニューは屋内運動場へ移動して実施され、非公開となった。
また、後述するプロ球団のキャンプ地誘致やプロ球団の誘致・創設などの構想に関しては、改築竣工後の収容人数が22,000人と少なく、物販スペースや貴賓席など付帯設備の追加設置も必要となることなどから、県側は「これ以上予算は組めないと思う。（仮にプロ野球の拠点を誘致するのであれば）球団が費用を負担しないと難しい」との見方を示している。

## プロ野球開催について
プロ野球では、2014年まで横浜DeNAベイスターズが前身の大洋ホエールズ以来、主催公式戦とオープン戦を年間1試合ないし2試合開催していた。なお大洋及び横浜大洋時代には1963年から1971年にかけてと、1974年から1986年にかけ、春季キャンプを実施したこともある。
1970年代半ばには、当時宮城球場を暫定的に本拠地としていたロッテオリオンズが主催公式戦を通算16試合開催しており、特に1974年には最多の14試合を開催した。この他にも中日ドラゴンズ、読売ジャイアンツ（巨人）、ヤクルトスワローズ、日本ハムファイターズ、西武ライオンズも主催公式戦を開催したことがある。また2006年からは東北楽天ゴールデンイーグルスが主催春季オープン戦を毎年開催している。加えて1988年から2006年までの間、毎年11月に開催されていたパ・リーグオールスター東西対抗においては、主たる開催球場として知られていた。
2011年のプロ野球公式戦は、当初日程では5月25日の横浜ベイスターズ対東北楽天ゴールデンイーグルスと、7月5日の東京ヤクルトスワローズ対巨人の計2試合が予定されていたところを、同年3月11日に発生した東北地方太平洋沖地震で各地の発電所が被災したことによる電力需要の逼迫と、それに伴って東北電力及び東京電力の管内で計画停電が実施される点などを考慮して、同年4月中は両社管内においてプロ野球の夜間開催が取りやめられることになり、加えてヤクルトが本拠地とする明治神宮野球場は日中は東京六大学野球などのアマチュア公式戦の開催が優先されるためにプロ野球のデーゲーム開催が困難なことから、ヤクルトは同球場で4月26日から4月28日に予定していた対巨人3連戦の開催地を急遽草薙球場に振り替えたことで、計5試合が開催されることになった。なお、4月26日には浜松球場でも中日ドラゴンズ対横浜戦が開催され、1975年8月24日の大洋対中日（草薙）・日本ハム対近鉄バファローズ（浜松）以来、36年ぶりに静岡県内で1日に2球場でプロ野球公式戦が開催された。
過去には静岡県を本拠とする、NPBや独立リーグのプロ球団設立構想が幾度か浮上している。過去の構想に関する詳細はプロ野球再編問題 (2004年)、関西独立リーグ、ジャパン・フューチャーベースボールリーグを参照。前掲以降のプロ球団招致等に関する動きとしては2010年秋、当時の横浜ベイスターズのオーナー企業である東京放送ホールディングスが、保有する球団株式を住宅設備大手の住生活グループとの間で売却交渉を進める過程においては、住生活グループ側が将来的に本拠地を草薙球場へ移転する構想を示したとされているが、結局売却交渉は破談に終わっている。なお前述の2011年に開催された横浜対楽天戦は既にこの売却交渉の開始前から決定していたもので、交渉との直接の関連は一切ない。その後2012年には静岡市と浜松市が共同で、草薙球場を本拠地とするプロ野球球団の創設を目標に活動を開始している。
なお2013年シーズンは、日本女子プロ野球機構ではトーナメント戦「ティアラカップ」、リーグ戦「ヴィクトリアシリーズ」のいずれも静岡県内では開催されなかったが、プロとアマチュアによるトーナメント戦「第3回女子野球ジャパンカップ」が11月2日から3日間開催された。2014年は4月15日にヤクルト対巨人、7月4日にDeNA対阪神タイガースが組まれた。
2015年は6月26日・27日にヤクルト対巨人2連戦が組まれたが、26日は雨天により中止となった。27日の試合ではホームチームであるヤクルトが三塁側ダッグアウトを使用した。またこの試合は、ヤクルトのマスコットキャラクターであるつば九郎が主催連続1500試合出場を達成し、2022年5月に開設された特設サイトにおいて、当時の思い出を筆談型式で述べている。
2016年は、4月1日に北海道日本ハムファイターズ対福岡ソフトバンクホークスが開催された（日本ハムは一塁側ダッグアウトを使用）。当初は東京ドームで開催予定だったものが後に変更された。パ・リーグの公式戦が草薙球場で開催されるのは1994年の西武対日本ハム以来22年ぶり、日本ハムの主催試合は1991年以来25年ぶり、北海道移転後初である。8月23日にはヤクルト対中日が開催された（ヤクルトが三塁側ダッグアウトを使用した）。
2017年には当地でフレッシュオールスターゲームが開催された。
2020年は東京オリンピック開催に伴い、北海道日本ハムの本拠地である札幌ドームがサッカー会場として使用されるため、6月27日と28日の対楽天戦が当球場にて開催される予定であったが、後に新型コロナウイルス感染拡大の影響でオリンピックの開催が1年近く延期となり、更にプロ野球公式戦を開催する際に観戦者の検温チェックや入場制限などの対策が必要となり、その為の準備期間が不足するため、静岡での地方開催を見送ることになった。
2021年は同年に延期となった東京オリンピック開催に伴い、北海道日本ハムの本拠地である札幌ドームがサッカー会場として設営期間を含めて6月15日 - 8月19日の2ヶ月間使用できなくなる関係で、6月26日・27日に対ロッテ戦が開催された。また東京ヤクルトの本拠地である明治神宮野球場が7月13日 - 9月9日の2ヶ月間国立競技場の資材置き場と来賓待機所として使用される関係で、8月24日・25日に対中日戦が開催された。
2022年は7月13日・14日に北海道日本ハムファイターズ対東北楽天ゴールデンイーグルス戦が開催された。
2023年は5月16日にヤクルト対巨人が開催された。
2024年は同年より活動開始するウエスタン・リーグ球団、くふうハヤテベンチャーズ静岡の試合を当球場でも開催すると発表があり、5月14日 - 16日に対東京ヤクルトスワローズ戦（ファーム交流戦）と、同21日 - 23日に対阪神タイガース戦、6月11日・12日に対読売ジャイアンツ戦（ファーム交流戦）が組まれた。
2025年は7月15日にヤクルト対巨人が2年ぶりに開催される予定だったが降り続く雨で内野全面シートを貼っていたが18時30分開始に向けてシートをはがすと無情にもまた強雨が襲い18時に天気予報に騙された形でグラウンドコンディション不良で無念の中止となった。

### プロ野球開催一覧
| 年     | 月日/時間           | 主催球団               | 対戦球団               | 試合結果 | 特別協賛                                       | 備考                                |
| ------ | ------------------- | ---------------------- | ---------------------- | -------- | ---------------------------------------------- | ----------------------------------- |
| 2017年 | 4月18日(火)/18:00〜 | 日本ハム               | オリックス             | 1 - 3    | 静鉄グループ                                   | 公式戦                              |
| 2017年 | 7月13日(木)/18:00〜 | イースタン・リーグ選抜 | ウエスタン・リーグ選抜 | 0 - 0    | ローソン                                       | 2017フレッシュ オールスター・ゲーム |
| 2017年 | 8月1日(火)/18:00〜  | ヤクルト               | 巨人                   | 3 - 10   | 西静岡ヤクルト 中央静岡ヤクルト 東静岡ヤクルト | 公式戦                              |
| 2018年 | 3月13日(火)/13:00〜 | 楽天                   | DeNA                   | 1 - 7    | 静岡マツダ                                     | オープン戦                          |
| 2018年 | 3月14日(水)/13:00〜 | 楽天                   | DeNA                   | 4 - 6    | 静岡マツダ                                     | オープン戦                          |
| 2018年 | 3月16日(金)/13:00〜 | 楽天                   | 阪神                   | 4 - 12   | 静岡マツダ                                     | オープン戦                          |
| 2018年 | 3月17日(土)/13:00〜 | 楽天                   | 広島                   | 5 - 3    | 静岡マツダ                                     | オープン戦                          |
| 2018年 | 3月18日(日)/13:00〜 | 楽天                   | 広島                   | 5 - 4    | 静岡マツダ                                     | オープン戦                          |
| 2018年 | 7月9日(月)/18:00〜  | ヤクルト               | 巨人                   | 5 - 8    | 西静岡ヤクルト 中央静岡ヤクルト 東静岡ヤクルト | 公式戦                              |
| 2018年 | 8月21日(火)/18:00〜 | 日本ハム               | ソフトバンク           | 5 - 10   | 静鉄グループ                                   | 公式戦                              |
| 2021年 | 3月9日(木)/13:00〜  | 楽天                   | ロッテ                 | 3 - 2    | 静岡マツダ                                     | オープン戦                          |
| 2021年 | 3月10日(水)/13:00〜 | 楽天                   | ロッテ                 | 4 - 8    | 静岡マツダ                                     | オープン戦                          |
| 2021年 | 3月11日(木)/13:00〜 | 楽天                   | ロッテ                 | 8 - 5    | 静岡マツダ                                     | オープン戦                          |
| 2021年 | 3月12日(金)/13:00〜 | 楽天                   | DeNA                   | 雨天中止 | 静岡マツダ                                     | オープン戦                          |
| 2021年 | 3月13日(土)/13:00〜 | 楽天                   | DeNA                   | 雨天中止 | 静岡マツダ                                     | オープン戦                          |
| 2021年 | 3月14日(日)/13:00〜 | 楽天                   | DeNA                   | 3 - 1    | 静岡マツダ                                     | オープン戦                          |
| 2021年 | 3月16日(火)/13:00〜 | 楽天                   | オリックス             | 3 - 5    | 静岡マツダ                                     | オープン戦                          |
| 2021年 | 3月17日(水)/13:00〜 | 楽天                   | オリックス             | 13 - 1   | 静岡マツダ                                     | オープン戦                          |
| 2021年 | 3月18日(木)/13:00〜 | 楽天                   | オリックス             | 7 - 2    | 静岡マツダ                                     | オープン戦                          |
| 2021年 | 6月26日(土)/18:00〜 | 日本ハム               | ロッテ                 | 1 - 3    | リツアンSTC                                    | 公式戦                              |
| 2021年 | 6月27日(日)/14:00〜 | 日本ハム               | ロッテ                 | 3 - 8    | リツアンSTC                                    | 公式戦                              |
| 2021年 | 8月24日(火)/18:00〜 | ヤクルト               | 中日                   | 2 - 1    | 西静岡ヤクルト 中央静岡ヤクルト 東静岡ヤクルト | 公式戦                              |
| 2021年 | 8月25日(水)/18:00〜 | ヤクルト               | 中日                   | 3 - 3    | 西静岡ヤクルト 中央静岡ヤクルト 東静岡ヤクルト | 公式戦                              |
| 2022年 | 3月8日(火)/13:00～  | 楽天                   | ヤクルト               | 5 - 0    | 静岡マツダ                                     | オープン戦                          |
| 2022年 | 3月9日(水)/13:00～  | 楽天                   | ヤクルト               | 3 - 1    | 静岡マツダ                                     | オープン戦                          |
| 2022年 | 3月11日(金)/13:00～ | 楽天                   | DeNA                   | 2 - 2    | 静岡マツダ                                     | オープン戦                          |
| 2022年 | 3月12日(土)/13:00～ | 楽天                   | DeNA                   | 5 - 3    | 静岡マツダ                                     | オープン戦                          |
| 2022年 | 3月13日(日)/13:00～ | 楽天                   | DeNA                   | 6 - 0    | 静岡マツダ                                     | オープン戦                          |
| 2022年 | 3月15日(火)/13:00～ | 楽天                   | オリックス             | 14 - 3   | 静岡マツダ                                     | オープン戦                          |
| 2022年 | 3月16日(水)/13:00～ | 楽天                   | オリックス             | 3 - 0    | 静岡マツダ                                     | オープン戦                          |
| 2022年 | 7月13日(水)/18:00～ | 日本ハム               | 楽天                   | 3 - 2    | RSTC                                           | 公式戦                              |
| 2022年 | 7月14日(木)/18:00～ | 日本ハム               | 楽天                   | 6 - 0    | RSTC                                           | 公式戦                              |
| 2023年 | 5月16日(火)/18:00〜 | ヤクルト               | 巨人                   | 8 - 9    | セキスイハイム東海                             | 公式戦                              |
| 2025年 | 7月15日(火)/18:00〜 | ヤクルト               | 巨人                   | 中止     |                                                | 公式戦                              |

## 主なエピソード
- 日本のプロ野球が始まるより以前の1934年12月に開催された日米野球大会で、当時日本チームのエースで後に読売ジャイアンツの初代エースとなる沢村栄治がベーブ・ルースを三振に打ち取るなど、アメリカ大リーグ選抜相手に8回で9奪三振無失点、失点は最終回のルー・ゲーリッグのホームランによる1失点のみと球史に残る快投を見せた場所でもあり、球場前にはその史実を伝えるべく、対峙する沢村とルースの像が建立されている。また、球場事務所内に、当時の球場のマウンド跡を示す標識が床面に設けられている。
- 1974年の公式戦終了後に日米親善野球シリーズが開催された。このシリーズ最終戦となった11月20日の巨人対ニューヨーク・メッツ戦が草薙球場で開催され、その試合は長嶋茂雄の読売ジャイアンツの現役選手としての最終出場となった為、草薙球場は長嶋がプレーした最後の球場となった[12]。
- 上記のようなエピソードがある事から、プロ野球の公式戦（特に読売ジャイアンツ戦）『沢村栄治の伝説の球場』等スポーツ紙等のメディアで紹介される事が多い。2013年の改装こけら落としの試合ではその当時に同チームに所属しており、かつ同姓の澤村拓一が先発したことから特に話題となった[13]｡
- 東京ヤクルトスワローズのマスコットキャラクターのつば九郎が、ヤクルトのホーム主催試合にて1500試合連続出場を達成した[14]。
- 2015年11月15日にSCRAP主催の体感型謎解きイベント『ONE PIECE×リアル脱出ゲーム・頂上戦争からの脱出』静岡公演が開催された。
- 2018年7月9日の東京ヤクルトスワローズ対読売ジャイアンツで、ヤクルトの山田哲人がプロ野球史上66人目、71度目のサイクル安打を達成した。

## 施設概要
2013年の全面改修竣工時
- グラウンド面積：12,393 m2
- 両翼：100 m、中堅：122m
- 内野：土、外野：天然芝、ファウルエリア：人工芝
- 収容人数：21,656人
  - 内野 14,619席
    - 中央スタンド（ネット裏）2,910席
    - 一塁側スタンド 5,451席、ウイングシート 490席
    - 三塁側スタンド 5,278席、ウイングシート 490席

中央スタンドとウイングシートはセパレート席、一・三塁側はベンチ席。
  - 外野 7,018席
    - 左翼側・右翼側 各3,509席

木製ベンチ席（静岡県産圧縮木材を使用）
  - 車椅子席 19席

内野スタンド 7席、外野スタンド 12席
- スコアボード：全面LED方式（三菱電機製オーロラビジョン）
メインスコアボードはボールカウント・判定・球速を除き、全てオーロラビジョンを使用して表示する。
また全面改築に合わせ、メインスコアボード及びサブスコア表示ランプのボールカウントの表示方式が『SBO』順から『BSO』順に変更された。
- ダッグアウトの割り振りは特に決まっておらず、2013年開催のNPB公式戦2カードのうちヤクルト対巨人戦では三塁側が、DeNA対阪神戦では一塁側がホーム側に設定された。
- 照明設備：照明塔6基（最大照度：投捕間2000Lx、内野1500Lx、外野1000Lx）
全面改築に際し機器類を交換した上で、照度の修正などを実施した。

全面改修竣工前
- グラウンド面積：12,800m2
- 両翼：91m、中堅：115m
- 内野：土、外野：天然芝
- 収容人員：30,000人（概数による公称値。消防法上の総収容人員は約21,000人とされる）
  - 内野：15,000人（ネット裏：セパレート席、一・三塁側：ベンチ席）
  - 外野：15,000人（芝生。但し概算による公称値）
- スコアボード：磁気反転式
- 照明設備：照明塔6基（最大照度：投捕間2000Lx、内野1500Lx、外野1000Lx）

静岡県と指定管理者は現在、浜松球場などとは異なり、各々のスポーツ施設内について広告設置に関する規定を設けていない。このため当球場にはフェンス広告等は常設されていないが、プロ野球公式戦・オープン戦、イベント開催時には外野フェンスに横断幕の広告を掲出することがある。

## 運動場内その他の施設
静岡県草薙総合運動場も合わせて参照。
- 静岡県草薙総合運動場陸上競技場
- 静岡県草薙総合運動場補助競技場
- 静岡県草薙総合運動場軟式野球場
- 静岡県草薙総合運動場球技場
- 静岡県草薙総合運動場体育館
- 庭球場
- 水泳場 他

## アクセス
- 静岡鉄道静岡清水線・県総合運動場駅から徒歩3分
- JR東海道本線・東静岡駅から徒歩22分。
- 東名高速道路・日本平バスストップから徒歩11分。
- 駐車場：普通車429台（北駐車場215台、南駐車場214台） 
  - 総合運動場全体で共用。無料だが、駐車制限日あり。